# 萨斯阿尔马盖尔
薩斯阿爾馬蓋爾（德語：Saas-Almagell）是瑞士瓦莱州的一个市镇。该市镇总面积为110.28平方千米，截至2018年12月31日总人口为370人。